# Cerignale
Cerignale (en lígur: Serignâ, localment Sergnâ; llengua emiliana: Cerignäl) és un municipi de la província de Piacenza a la regió italiana d'Emília-Romanya, situat a uns 160 quilòmetres a l'oest de Bolonya i uns 50 quilòmetres al sud-oest de Piacenza. A 31 de desembre de 2004, tenia una població de 197 habitants i una superfície de 31,5 quilòmetres quadrats.
El municipi de Cerignale conté les subdivisions (principalment pobles i caseries) de Cà d'Abrà, Cariseto, Carisasca, Casale, Castello, La Serra, Lisore, Loc. Madonna, Oneto, Ponte Organasco, Rovereto, Santa Maria, Selva i Zermogliana.
Cerignale limita amb els municipis següents: Brallo di Pregola, Corte Brugnatella, Ferriere, Ottone i Zerba.